# المدرسة الفاضلية
المدرسة الفاضلية هي مدرسة تاريخية في فلسطين، تعد من معالم الدولة العثمانية، وهي إحدى أشهر مدارس فلسطين والمنطقة، تقع في مدينة طولكرم بالضفة الغربية، وقد أنشئت عام 1882، وتعتبر من أقدم مدارس فلسطين والأردن. بدأت الفاضلية كمدرسة ابتدائية ثم تحولت إلى مدرسة إعدادية ثم ثانوية، واستخدمت المدرسة كمعسكر للجيش العثماني ولاحقًا كمعسكر للجيش البريطاني. تلقب المدرسة الفاضلية بـ «أم المدارس».

## تاريخ المدرسة
أنشئت المدرسة الفاضلية في مدينة طولكرم عام 1882 كمدرسة ابتدائية للذكور باسم «المدرسة الأميرية»، وفي عام 1908 أصبحت المدرسة معسكرًا للجيش العثماني ودبابته. أصبحت عام 1918 في عهد الانتداب البريطاني مدرسة إعدادية وسميت بـ «مدرسة طولكرم الإعدادية»، ثم أصبحت بعد ذلك مدرسة ثانوية وعليه استبدل اسمها لتصبح «مدرسة طولكرم الثانوية». في عام 1952 جرى تسميتها بـ «المدرسة الفاضلية الثانوية للبنين» تخليدًا لاسم القاضي الفاضل "عبد الرحيم البيساني" والذي كان كاتبًا ووزيرًا ومستشارًا لدى صلاح الدين الأيوبي، وهو الرجل الذي قال فيه صلاح الدين الأيوبي «لا تظنوا أني ملكت البلاد بسيوفكم، بل بقلم القاضي الفاضل».
تحصد المدرسة الفاضلية سنويًا عددًا من مقاعد أوائل الثانوية العامة الفلسطينية، وأطلق الرئيس الفلسطيني ياسر عرفات على طولكرم لقب «بلد التفوق والنجاح».

## أبرز خريجي المدرسة
خرّجت المدرسة الفاضلية عدد كبير من الشخصيات البارزة كالعلماء والأدباء ورجال السياسة والوزراء والسفراء والمسؤولين الذين تبوّأوا مناصب محلية ودولية، ومن بعض أشهر خريجي المدرسة:
- أحمد عبد الرازق السلمان، سياسي ودبلوماسي فلسطيني، وسفير فلسطين في عدة دول.
- أديب رفيق محمود، شاعر فلسطيني.[8]
- أيمن اللبدي، أديب وكاتب وشاعر وصحافي فلسطيني.
- بسام لطفي، ممثل.
- ثابت ثابت، سياسي وقيادي فلسطيني.[9]
- جميل شحادة، سياسي فلسطيني، والأمين العام للجبهة العربية الفلسطينية، وعضو اللجنة التنفيذية لمنظمة التحرير الفلسطينية.[10]
- جاسر عموري، شاعر فلسطيني.[11]
- حازم السعيد، فقيه ومقرئ.
- حسن خريشة، سياسي وبرلماني فلسطيني، والرئيس السابق للمجلس التشريعي الفلسطيني.[12]
- خالد حسن الشيخ، سياسي ودبلوماسي فلسطيني، وهو عميد السفراء الفلسطينيين.[13]
- خليل هندي، رئيس جامعة بيرزيت السابق.[14]
- خيري منصور، شاعر وكاتب فلسطيني.[15]
- ذياب عبيد، نائب في الكنيست الإسرائيلي.[16]
- راضي صدوق، شاعر فلسطيني.[17]
- ربيح الخندقجي، سياسي وعسكري فلسطيني.[18]
- رياض بدير، قائد عسكري فلسطيني.[19]
- زهير محسن، سياسي وقائد عسكري فلسطيني، وأمين عام منظمة الصاعقة حتى اغتياله.[20][21]
- زياد عبد الفتاح، سياسي وروائي فلسطيني.[22]
- شكيب دلال، سياسي فلسطيني.
- شوكت دلال، كاتب وروائي فلسطيني.[23]
- طارق الكرمي، شاعر وكاتب.[24]
- عباس السيد، قائد عسكري فلسطيني.
- عبد الرحمن زيدان، سياسي ووزير وبرلماني فلسطيني.[25]
- عبد الرحيم عمر، شاعر فلسطيني.[26]
- عبد الرحيم محمود، شاعر فلسطيني.[27]
- عبد الستار قاسم، مفكر ومحلل سياسي وأكاديمي فلسطيني.[28]
- عبد الكريم الكرمي "أبو سلمى"، شاعر فلسطيني.[3]
- عبد المجيد تايه، سياسي وقيادي فلسطيني.[29]
- عبد الله صلاح، سياسي فلسطيني، ووزير الخارجية الأردني الأسبق.
- عبد الناصر صالح، شاعر فلسطيني.[30]
- عدنان نايفة، عالم في هندسة الميكانيك، والرئيس السابق لجامعة الزرقاء الأردنية.[31]
- علي فودة، شاعر.[32]
- علي نايفة، عالم في الهندسة الميكانيكية.[33]
- عماد أبو كشك، قانوني، ورئيس جامعة القدس.[34]
- عيسى صباغ، إعلامي.[35]
- فريد الجلاد، وزير العدل الفلسطيني الأسبق.
- كامل السعيد، وزير وقانوني وأستاذ جامعي أردني من أصلٍ فلسطيني.[36]
- محمد الحاج قاسم، رئيس المحكمة الدستورية الفلسطينية العليا.[37]
- مجدي الحسن، اقتصادي ومسؤول حكومي فلسطيني.
- محمد سعيد صباريني، عالم بيئة وأكاديمي فلسطيني.[38]
- محمد علي الصالح، شاعر وسياسي فلسطيني.[39]
- محمود الهمشري، سفير فلسطين السابق في فرنسا حتى اغتياله.[34]
- محمود دسوقي، شاعر فلسطيني.[40]
- مروان كمال، أكاديمي فلسطيني، ووزير الزراعة الأردني الأسبق.[33]
- منير نايفة، عالم في تكنولوجيا النانو والذرة.[31]
- نشأت الكرمي، قائد عسكري فلسطيني.[41]
- هاشم الجيوسي، سياسي فلسطيني، شغل عدد كبير من المناصب الوزارية في حكومات الأردن.
- وليد سيف، كاتب ومؤلف للدراما التاريخية.[42]

## أبرز أعضاء هيئة التدريس
من أبرز أعضاء هيئة التدريس في المدرسة:
- جاسر عموري.[43]

- رياض بدير.[19]

- زهير الكرمي.[44]

- عبد الملك عرفات.[45]

- عدنان أبو عودة.[38][46]

- عمران أبو حجلة.[47][48]

- كمال رشيد.[49]

- محمود إبراهيم سيف.[50]

- محمود السمرة.[51]

- وهيب البيطار.[52]

## زيارة خليل مطران للمدرسة
في عام 1925، زار الشاعر خليل مطران المدرسة الفاضلية وألقى بداخلها قصيدة قال فيها:
«إنا وجدنا وقد طال الزمان بنا.. في طولكرم رجال الطول والكرم»
«حياهم الله ما أزكى شمائلهم.. وما ألذ الذي فيهم من الشيم».

## نادي خريجي الفاضلية
تأسس «نادي خريجي الفاضلية» في الأردن عام 2007 من قبل خريجي المدرسة، ويهدف النادي إلى دعم المدرسة وطلبتها المتفوقين. في 30 ديسمبر 2018، كرم وزير التربية والتعليم الفلسطيني أسرة النادي ودعا للاحتذاء بنموذجه، خلال احتفال في المدرسة.

## كِتاب عن المدرسة
في 12 يناير 2022، وبحفلٍ رسمي بطولكرم، جرى إشهار  كتاب عن المدرسة الفاضلية للباحثة رويدة فضل أحمد، وقد ضم الكتاب وثائق تاريخية وأرشيفية عن المدرسة وطلابها.

## قالوا عن المدرسة
- وزير التربية والتعليم الفلسطيني السابق صبري صيدم، قال عنها: «خرجت المدرسة جيلًا من الأوفياء».[56]

## معرض صور

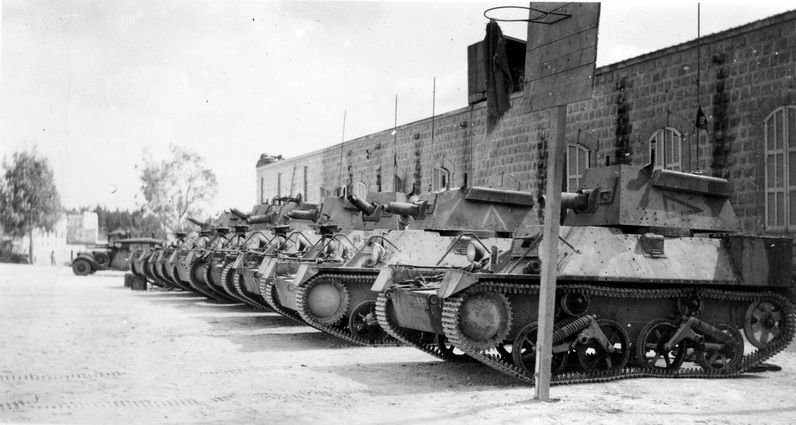
المدرسة عام 1936 عندما كانت حينها معسكرًا للجيش البريطاني
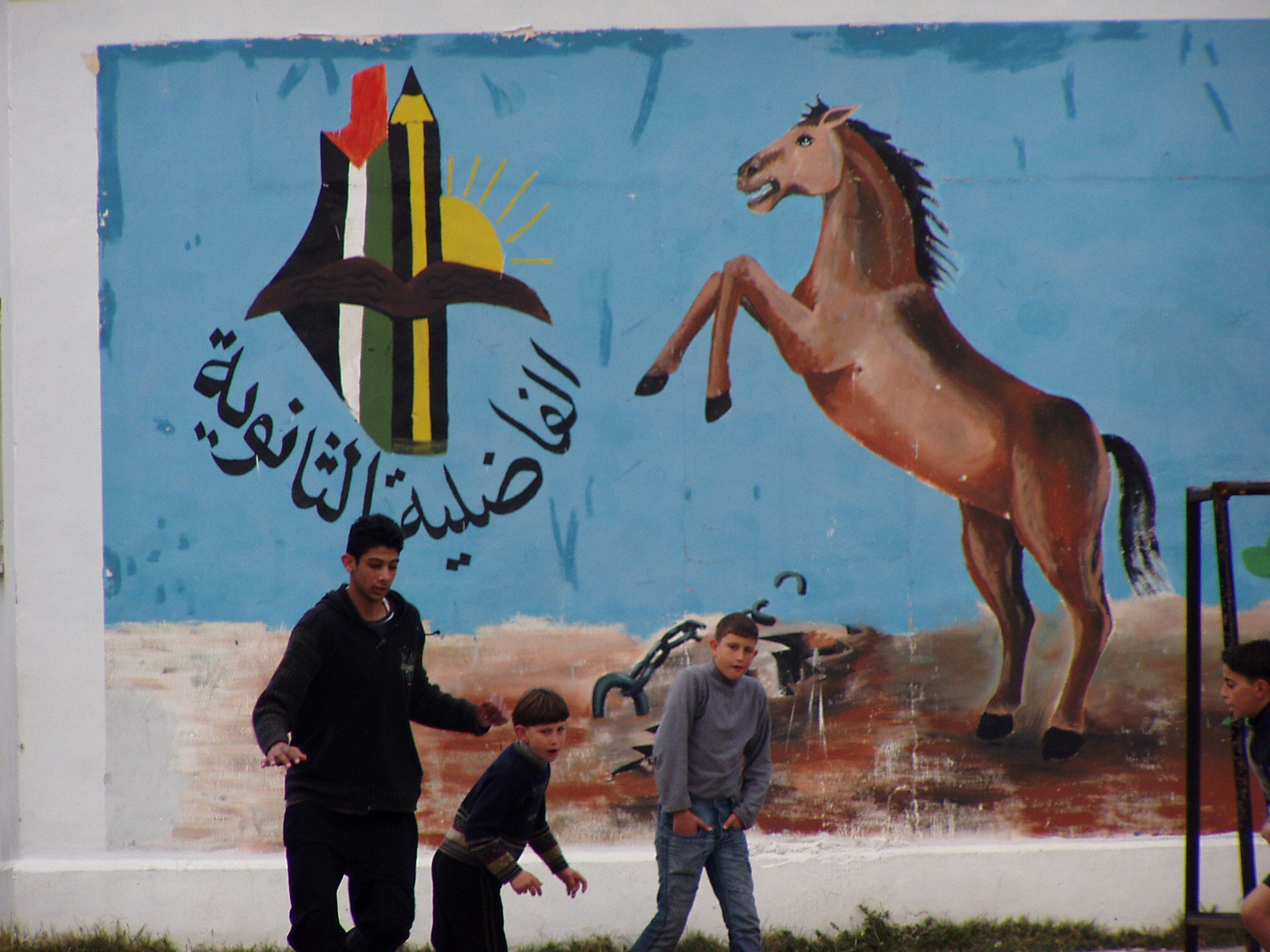
المدرسة عام 2007
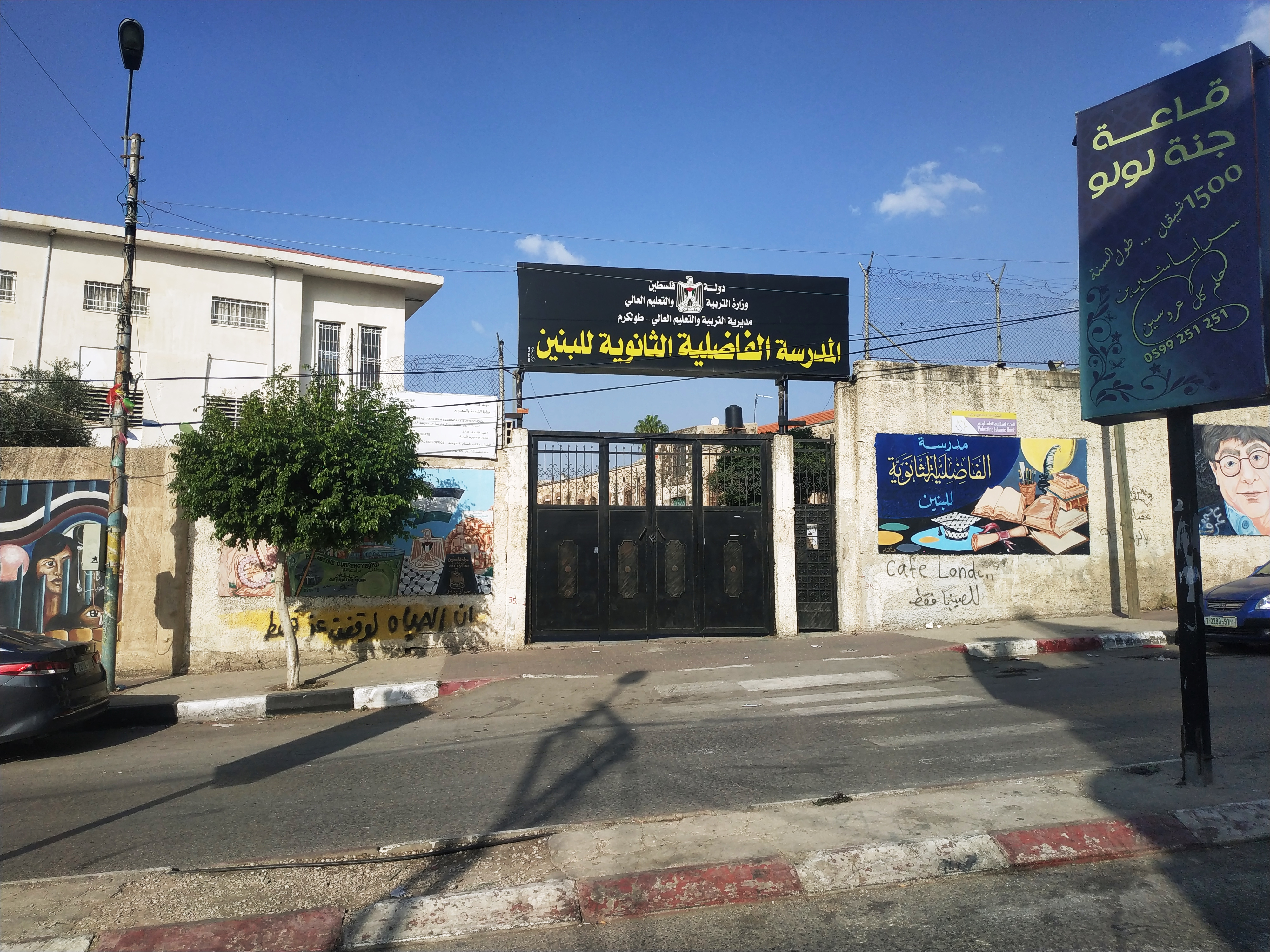
مدخل المدرسة اليوم

## وصلات خارجية
- على يوتيوب: نشيد المدرسة الفاضلية